# Bahnhof Verviers-Central
Der Bahnhof Verviers Central ist ein Bahnhof der SNCB/NMBS in der belgischen Stadt Verviers im Osten der Region Wallonien. Er befindet sich in zentraler Lage im wallonischen Ballungsraum Verviers zwischen Lüttich und der deutschen Grenze.

## Beschreibung
Der Bahnhof Verviers Central ist als Reiterbahnhof im Jugendstil ausgeführt. Die Gleise werden in einem 388 Meter langen Tunnel (Tunnel Chic Chac) unter dem Empfangsgebäude hindurchgeführt. Der Bahnhof wurde von 1929 bis 1930 errichtet und ersetzte den vorherigen Kopfbahnhof Verviers-Léopold/Verviers-Ouest.
Verviers Central ist Haltebahnhof von InterCity- und Regionalzügen sowie dem euregioAIXpress. Außerdem seit dem 3. September 2018 die S41 der S-Bahn Lüttich.
Neben dem Bahnhof Central existiert noch der Bahnhof Verviers-Palais.
Nach 2013 wurde der Bahnhof umgebaut, damit der Tunnel auch von Doppelstockzügen durchfahren werden kann.

## Verkehr
Stand: 10. Dezember 2023
| Linie  | Verlauf | Takt Mo–Fr | Takt Sa, So |
| ------ | --- | ---------- | ----------- |
| IC 01  | Eupen – Welkenraedt – Verviers-Central – Liège-Guillemins – Leuven – Brüssel-Nord – Brüssel-Central – Brüssel-Süd – Gent-Sint-Pieters – Brugge – Oostende | 60 min     | 60 min      |
| IC 12  | Kortrijk – Gent-Sint-Pieters – Brüssel-Süd – Brüssel-Central – Brüssel-Nord – Leuven – Liège-Guillemins – Verviers-Central – Welkenraedt                  | 60 min     | –           |
| S 41   | Liège-Saint-Lambert – Liège-Guillemins – Angleur – Pepinster – Verviers-Central – Welkenraedt – Aachen Hbf                                                | 60 min     | 60 min      |
| S 41   | Hasselt – Tongern – Herstal – Liège-Saint-Lambert – Liège-Guillemins – Angleur – Pepinster – Verviers-Central                                             | 60 min     | –           |
| L 5000 | Verviers-Central – Pepinster – Theux – Spa – Spa-Géronstère                                                                                               | 60 min     | 60 min      |
| P 7450 | Welkenraedt – Verviers-Central – Liège-Guillemins – Herstal                                                                                               | HVZ        | –           |
| P 7495 | Verviers-Central – Pepinster – Theux – Spa – Spa-Géronstère                                                                                               | HVZ        | –           |
| P 8450 | Welkenraedt – Verviers-Central – Liège-Guillemins – Herstal                                                                                               | HVZ        | –           |

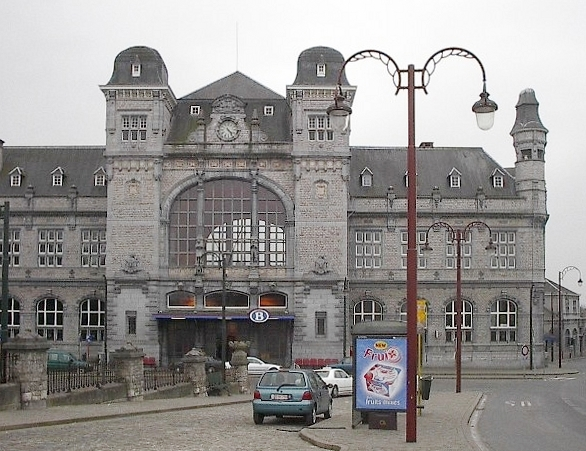
Empfangsgebäude
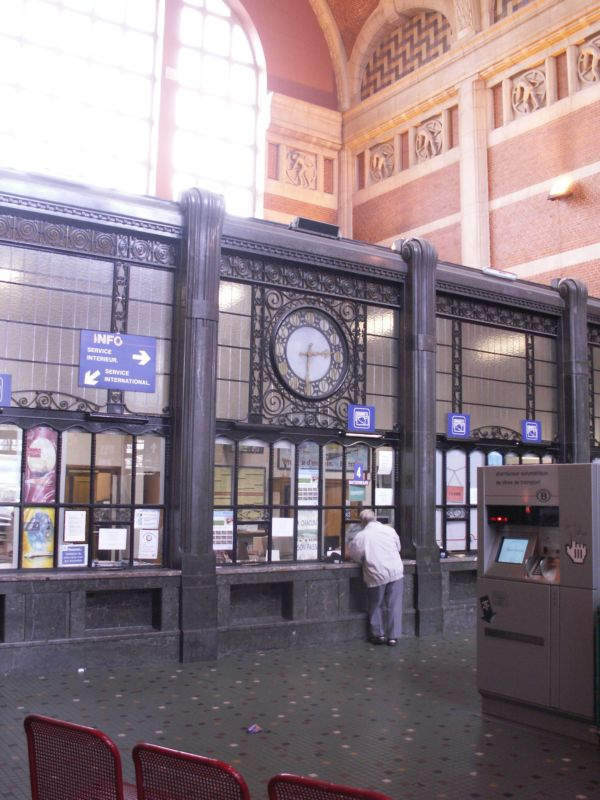
Schalter
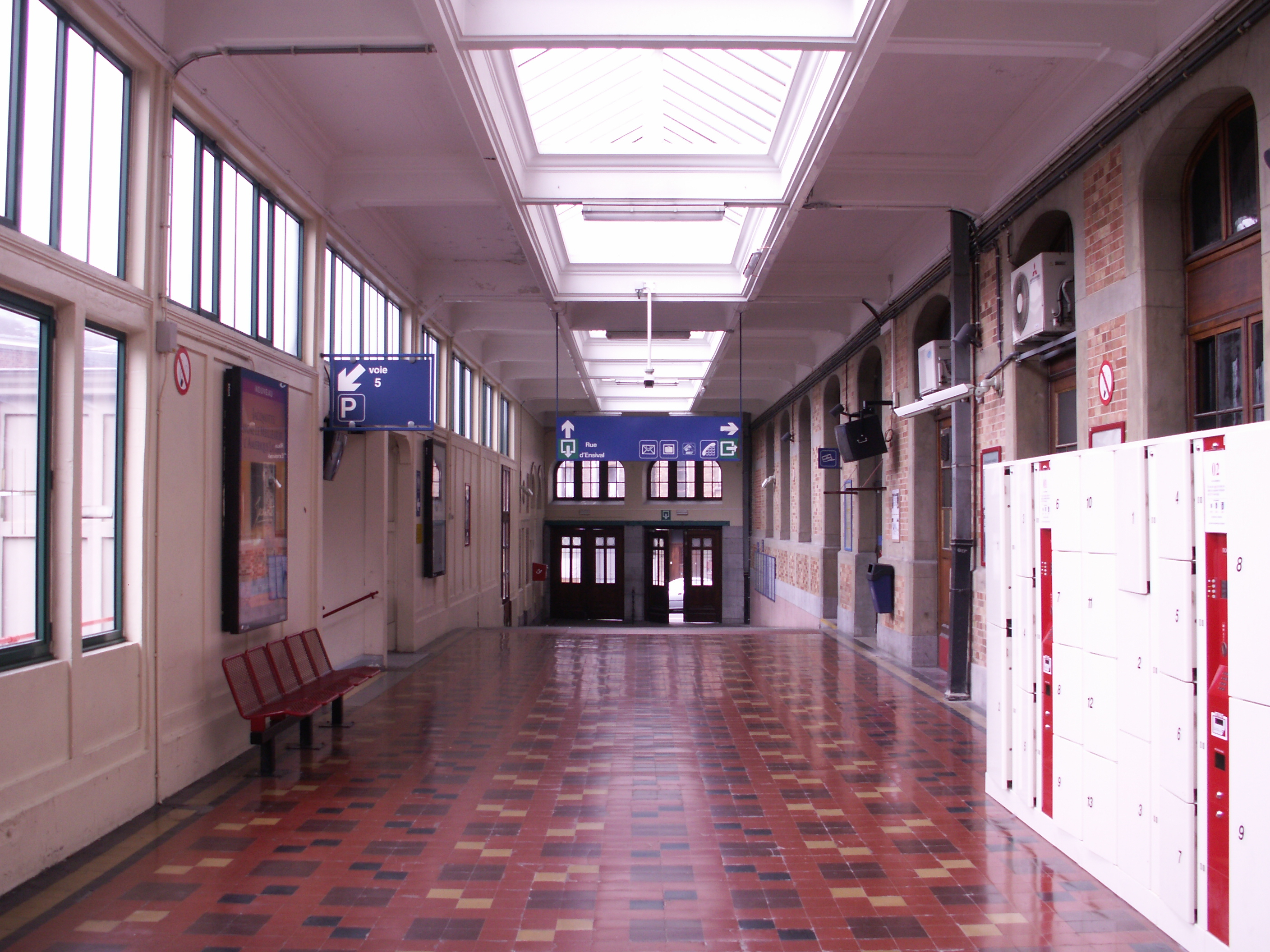
Gang
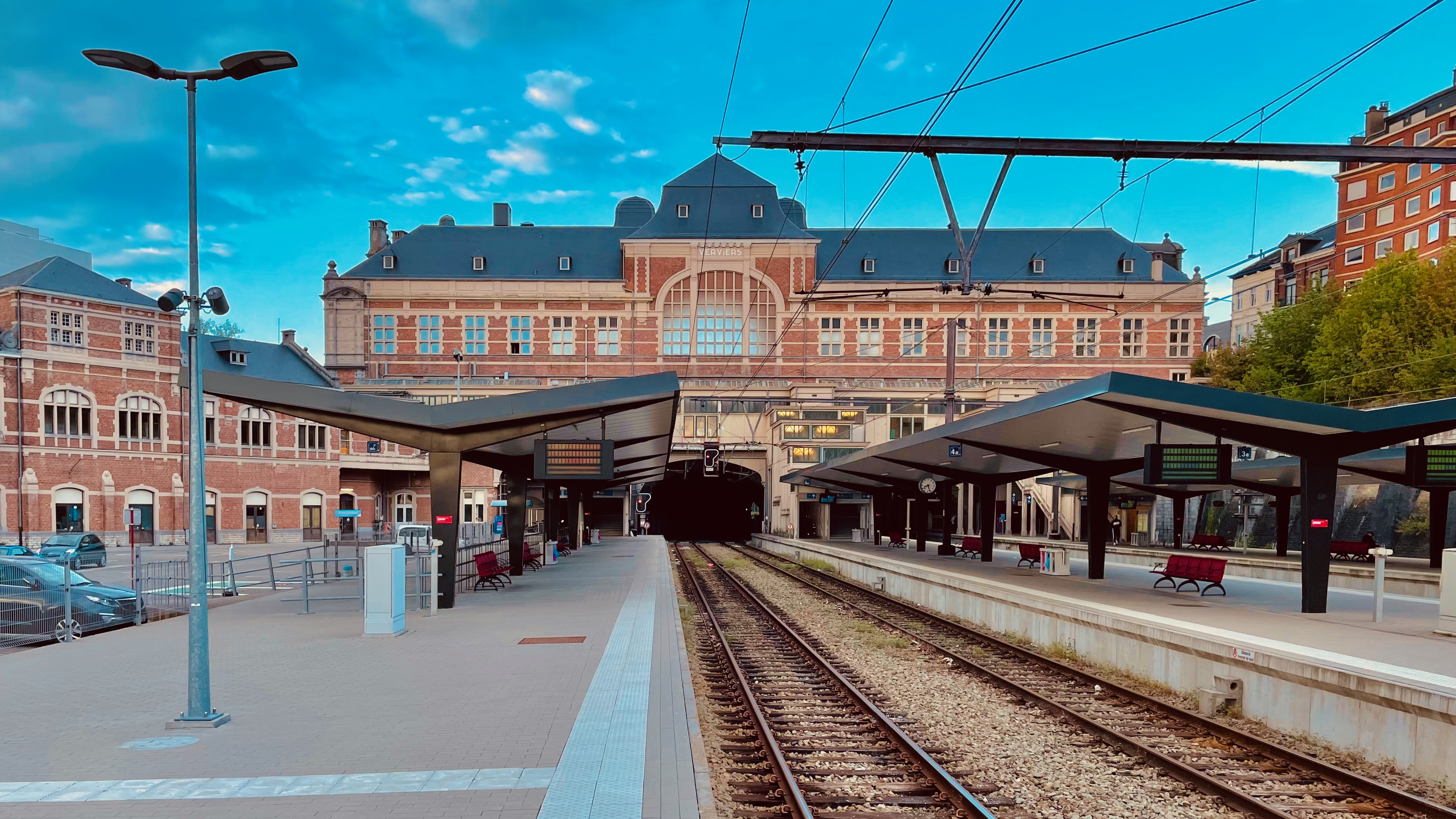
Bahnsteig
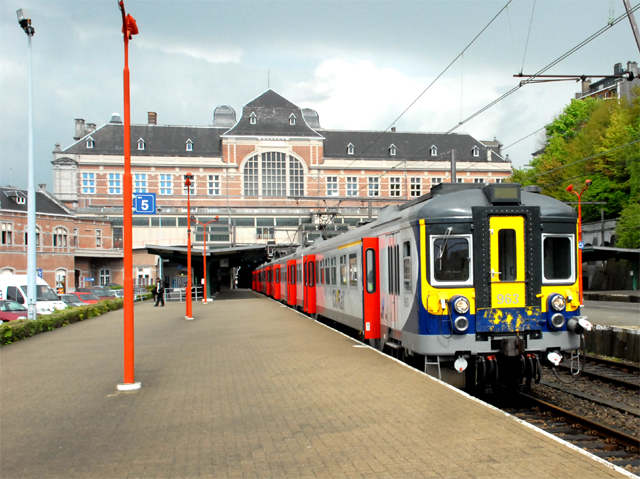
Regionalbahn